# Secymin Polski (gromada)
Secymin Polski (do 30 XII 1959 Secyminek) – dawna gromada, czyli najmniejsza jednostka podziału terytorialnego Polskiej Rzeczypospolitej Ludowej w latach 1954–1972.
Gromady, z gromadzkimi radami narodowymi (GRN) jako organami władzy najniższego stopnia na wsi, funkcjonowały od reformy reorganizującej administrację wiejską przeprowadzonej jesienią 1954 do momentu ich zniesienia z dniem 1 stycznia 1973, tym samym wypierając organizację gminną w latach 1954–1972.
Gromadę Secymin Polski siedzibą GRN w Secyminie Polskim utworzono 31 grudnia 1959 w powiecie sochaczewskim w woj. warszawskim w związku z przeniesieniem siedziby GRN gromady Secyminek z Secyminka do Secymina Polskiego i zmianą nazwy jednostki na gromada Secymin Polski.
31 grudnia 1961 z gromady Secymin Polski wyłączono wsie Piaski Duchowne i Piaski Królewskie, włączając je do gromady Wilcze Tułowskie w powiecie sochaczewskim, po czym gromadę Secymin Polski włączono do powiatu nowodworskiego w tymże województwie, gdzie równocześnie została zniesiona a jej obszar włączony do gromady Leoncin tamże.